# Tanella Boni
Tanella Suzanne Boni (sinh năm 1954) là một nhà thơ và tiểu thuyết gia người Bờ Biển Ngà. Cũng là một học giả, bà là giáo sư triết học tại Đại học Abidjan. Ngoài các hoạt động giảng dạy và nghiên cứu của mình, bà còn là Chủ tịch Hiệp hội các nhà văn của Bờ Biển Ngà từ năm 1991 đến 1997, và sau đó là người tổ chức Liên hoan thơ quốc tế ở Abidjan từ năm 1998 đến 2002. 

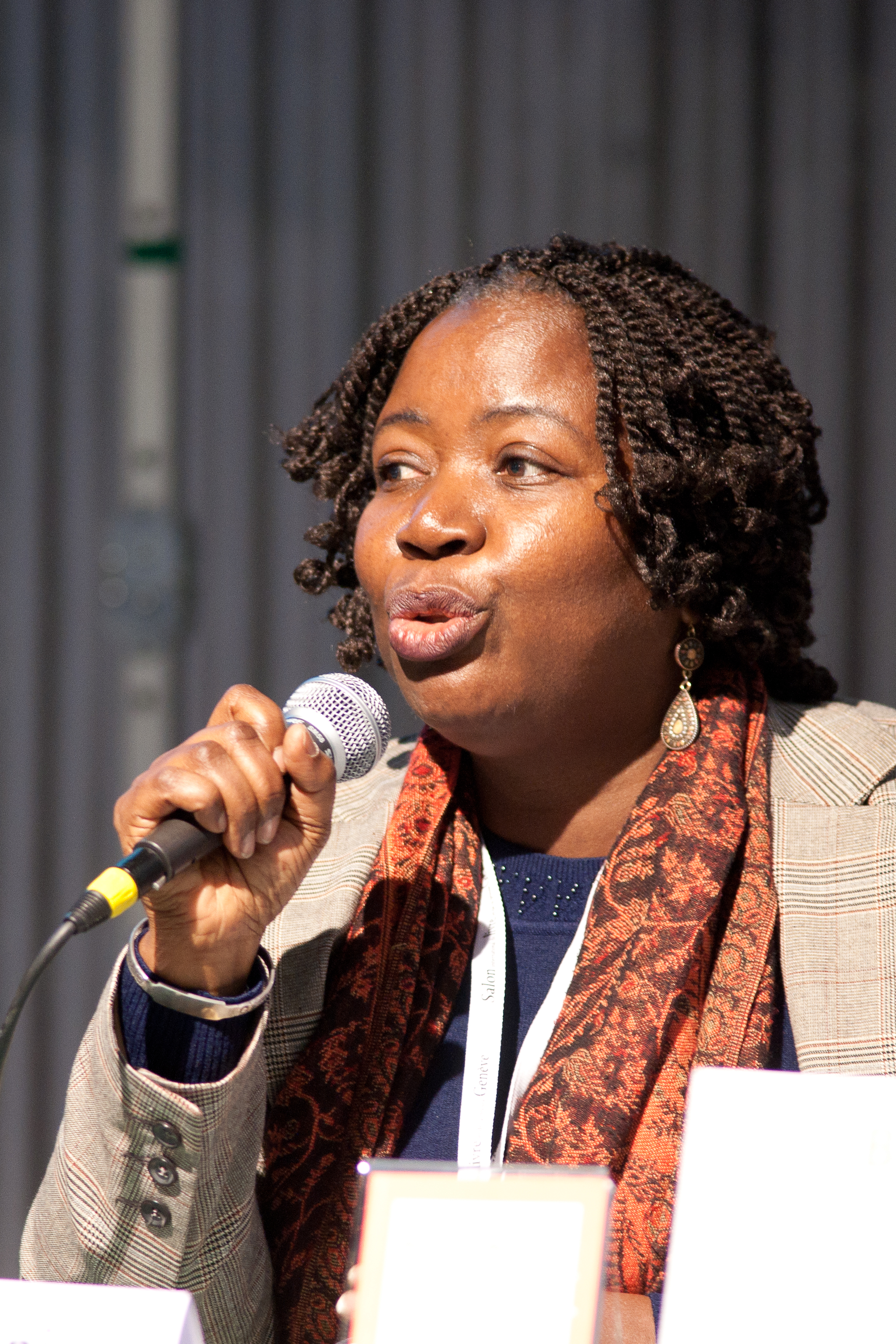
Tanella Boni - hội chợ sách tại Geneva 2012

## Tiểu sử
Tanella Boni sinh ra ở Abidjan, bàte d'Ivoire, nơi bà được giáo dục đến cấp trung học, trước khi tiếp tục học đại học ở Toulouse, Pháp và tại Đại học Paris, lấy bằng tiến sĩ. Sau đó, bà trở thành Giáo sư Triết học tại Đại học Cocody-Abidjan (nay là Đại học Félix Houphouët-Boigny), cũng như viết thơ, tiểu thuyết, truyện ngắn, phê bình và văn học thiếu nhi.
Bà từng là Chủ tịch Hội Nhà văn bàte d'Ivoire từ 1991 đến 1997  và tổ chức Liên hoan thơ quốc tế của Abidjan từ năm 1998 đến 2002. Trong cuộc xung đột chính trị ở bàte d'Ivoire (từ 2002 đến 2011) bà tự lưu vong sang Pháp. Năm 2005, bà nhận được giải thưởng Ahmadou Kourouma cho cuốn tiểu thuyết Matins de couvre-feu (Buổi sáng sau giờ giới nghiêm). Năm 2009, bà đã giành giải thưởng thơ quốc tế Antonio Viccaro. Kể từ năm 2013, Boni chia thời gian giữa Abidjan và Paris.

## Giải thưởng
- 2005: Giải thưởng Ahmadou Kourouma cho Matins de couvre-feu
- 2009: Giải thưởng thơ quốc tế Antonio Vicarro [3]